# 원의상
원의상(元宜常, 일본식 이름: 元村壽完모토무라 주칸, 1891년 9월 8일 ~ ?)은 일제강점기의 관료이다.

## 생애
1913년에 판임관견습으로 채용되면서 조선총독부 관리가 되었다. 전라남도 광주군에 배치받아 일하다가 이듬해에는 정식 직원이 되어 총독부 군서기로 임명되었다. 임지는 충청남도 천안군이었다.
1921년에는 지방관관제가 개편되면서 총독부 군속으로 직위의 명칭이 바뀌었고, 충남 군속으로 아산군에서 근무했다. 충청남도 내무부 지방과 근무를 거쳤다. 충남 내무부에서 일하던 1930년에 고등관 8등의 총독부 군수로 발탁되었으며, 부여군 군수로 발령받았다. 이후 1935년과 1937년에 각각 예산군과 천안군 군수로 임명되어 일제 강점기 말기까지 군수로 재직했다.
부여군수로 재직 중이던 1935년에는 총독부가 시정 25주년을 기념해 표창한 표창자 명단에 포함되었다. 천안군수이던 1943년을 기준으로 종6위 훈6등에 서위되어 있었다.
제1공화국 정부가 수립되고 반민족행위처벌법이 공포된 뒤인 1949년에 생존해 있었다. 원의상은 반민특위의 조사를 받았으나, 반민특위 활동이 방해를 받고 해체되는 과정에서 특별검찰부의 무혐의 처분을 받고 풀려났다.
2008년 공개된 민족문제연구소의 친일인명사전 수록예정자 명단의 관료 부문, 2009년 친일반민족행위진상규명위원회가 발표한 친일반민족행위 705인 명단에 포함되었다.

## 같이 보기
- 민족문제연구소의 친일인명사전 수록자 명단 - 관료

## 참고자료
- 원의상(元宜常) - 국사편찬위원회